# Coca de Montblanc
La coca de Montblanc és una coca salada a base de conill rostit i picolat amb sofregit de ceba i tomàquets, amanida amb olives verdes trinxades i nous picades, farigola i coriandre. Té una forma oval i és oberta.